# Горе-кузнец
«Го́ре-кузне́ц» (эст. Soss-sepp) — советский кукольный мультфильм, снятый режиссёром Хейно Парсом на киностудии «Таллинфильм» в 1976 году.

## Сюжет
Фильм снят по мотивам одноименной эстонской сказки о ленивом ученике кузнеца, который вместо дела, лишь бил баклуши.

## Создатели
- Автор сценария — Юхан Кангиласки
- Режиссёр — Хейно Парс
- Художники-постановщики — Эдгар Вальтер, Георгий Щукин
- Оператор — Арво Нуут
- Композитор — Борис Кырвер
- Звукооператор — Юло Саар
- Кукловоды — Аарне Ахи, Хейки Кримм, Тынис Сахкай
- Куклы и декорации изготовили — Тийна Линцбах, Юло Раадик, Эне Меллов, Пеэтер Кюннапу, Майт Кууземетс, Ильмар Тамре, Ян Каллеон, Ильмар Эрнитс, Пеэтер Сийм, Лайне Питк
- Ассистент оператора — Тыну Таливеэ
- Монтажница — Тийу Кару
- Редактор — Сильвия Кийк
- Директор картины — Владимир Коринфский

## Награды и премии
- 1977 — 3-я премия на Всесоюзном кинофестивале в Риге[1]